# Задание группы
Задание группы в теории групп — один из методов описания группы, который состоит в указании её образующих и соотношений между ними. Задание группы также называют её копредставлением или генетическим кодом.
Краткое описание данного метода состоит в следующем. Пусть подмножество {\displaystyle S} группы {\displaystyle G} порождает её, то есть каждый её элемент может быть записан словом в алфавите из элементов из {\displaystyle S} и обратных к ним. При такой кодировке конкатенация слов соответствует умножению элементов группы, а значит, теоретически вся групповая структура задаётся информацией о том, какие пары таких слов представляют один и тот же элемент группы {\displaystyle G}. Такие пары называются соотношениями. Некоторые соотношения можно вывести из других, например, если {\displaystyle ab=ba} и {\displaystyle b=c}, то {\displaystyle ac=ca}. Метод задания группы образующими и соотношениями состоит в том, чтобы указать (по возможности небольшой) список {\displaystyle R} определяющих соотношений, которого, с учетом заранее оговоренных правил вывода, хватит для хранения полной информации о группе. В этом случае пишут {\displaystyle G\cong \langle S\mid R\rangle }.
Данный метод описания групп более эффективен чем, например, таблицы Кэли. Так, использование таблиц Кэли невозможно для бесконечных групп и нецелесообразно даже для конечных групп большого порядка. Например, таблица Кэли циклической группы порядка {\displaystyle n} состоит из {\displaystyle n^{2}} элементов, но эта группа допускает вполне краткое задание: {\displaystyle \langle a\mid a^{n}=1\rangle }, которое означает, что любой её элемент можно записать как степень элемента {\displaystyle a}, и при этом {\displaystyle n} — наименьшая такая степень, что {\displaystyle a^{n}} — нейтральный элемент.
Каждая не более чем счётная группа допускает задание образующими и соотношениями. Смысл обозначения {\displaystyle G\cong \langle S\mid R\rangle } состоит в том, что если группа имеет такое задание, то она изоморфна факторгруппе свободной группы с базисом {\displaystyle S} по нормальному замыканию множества {\displaystyle R} определяющих соотношений.
Предыдущий изоморфизм позволяет установить так называемое универсальное свойство задания групп образующими и соотношениями. Так, с точки зрения теории категорий группа {\displaystyle \langle S\mid R\rangle } — это «наиболее свободная» из всех групп, порождаемых {\displaystyle S}, в которой элементы из {\displaystyle S} подчиняются соотношениям из {\displaystyle R}.
Задания являются основным инструментом комбинаторной теории групп.

## Связанные определения
Группа называется конечно представимой, конечно заданной или конечно определённой, если она может быть задана конечным числом образующих и конечным числом соотношений.
Каждая конечно представимая группа является конечно порождённой, но обратное в общем случае неверно. Например, лампочная группа является конечно порождённой, но не конечно представимой.

## Терминология
Термин «задание» не является абсолютно общеупотребительным. В некоторых книгах используется
 термин «(генетический) код группы». Также можно встретить понятие «представление группы» в обсуждаемом здесь смысле

, оно может считаться переводом англ. group presentation, однако является двусмысленным, так как термин представление группы (англ. group representation) широко распространён для так называемых линейных представлений групп — последние никак не связаны с заданием и, более того, в каком-то смысле противоположны ему.
Имея в виду последнее, задание также иногда называют «копредставлением». Вернее, копредставлением может называться упомянутый выше изоморфизм факторгруппы свободной группы в рассматриваемую группу {\displaystyle G}. Приставка «ко-» указывает на дуальность этого изоморфизма по отношению к представлению группы, «когда, наоборот, гомоморфизм строится не „в“ G, а „из“ G в некоторую [хорошо изученную] группу линейных операторов, перестановок и т. п.».

## Свойства
Имеет место теорема о том, что произвольная группа является факторгруппой подходящей свободной группы по некоторой нормальной подгруппе, так что любая группа обладает заданием. Задание не обязано быть единственным. Доказать или опровергнуть, что два задания определяют одну и ту же группу, сложно (старое название проблемы — одна из проблем Дэна). В общем случае эта проблема алгоритмически неразрешима. Существует несколько классов групп, для которых построен алгоритм решения этой проблемы. Перейти от одного задания группы к другому позволяют преобразования Титце четырёх типов: первое преобразование Титце — это добавление в множество соотношений нового соотношения, выводимого из старых; второе преобразование Титце — это ввод новой переменной, выраженной через старые; третье и четвёртое преобразования Титце обратны первому и второму соответственно. Ввиду алгоритмической неразрешимости проблемы, поиск цепочки преобразований Титце одного представления в другое является своего рода искусством.
По заданию группы также сложно определить и другие свойства группы, например её порядок или подгруппу кручения.

## Примеры
В следующей таблице перечислены способы задания некоторых часто встречающихся групп. В каждом случае существуют и другие возможные задания.
| Группа                              | Задание | Пояснения |
| ----------------------------------- | --- | --- |
| Свободная группа на S               | {\displaystyle \langle S\mid \varnothing \rangle } | Свободная группа «свободна» в том смысле, что она не ограничивается никакими соотношениями. |
| Zn — циклическая группа порядка n   | {\displaystyle \langle a\mid a^{n}\rangle } | |
| Dn — группа диэдра порядка 2n       | {\displaystyle \langle r,s\mid r^{n}=1,s^{2}=1,s^{-1}rs=r^{-1}\rangle } или {\displaystyle \langle x,y\mid x^{n}=y^{2}=(xy)^{2}=1\rangle } | r обозначает поворот, s — симметрию |
| D∞ — бесконечная диэдральная группа | {\displaystyle \langle r,s\mid s^{2},(rs)^{2}\rangle } | |
| Группа кватернионов Q8              | {\displaystyle \langle -1,i,j,k\mid (-1)^{2}=1,\;i^{2}=j^{2}=k^{2}=ijk=-1\rangle } или {\displaystyle \langle x,y\mid x^{4}=1,x^{2}=y^{2},y^{-1}xy=x^{-1}\rangle } | |
| Обобщённая группа кватернионов Q4n  | {\displaystyle \langle x,y\mid x^{2n}=y^{4}=1,x^{n}=y^{2},y^{-1}xy=x^{-1}\rangle .} | |
| свободная абелева группа на S       | {\displaystyle \langle S\mid R\rangle } | R — множество всех коммутаторов элементов S |
| Симметрическая группа Sn            | {\displaystyle \langle \sigma _{1},\sigma _{2},\dots ,\sigma _{n-1}\|\sigma _{i}^{2},\sigma _{i}\sigma _{i+1}\sigma _{i}=\sigma _{i+1}\sigma _{i}\sigma _{i+1},\sigma _{i}\sigma _{j}=\sigma _{j}\sigma _{i}\ {\text{if}}\ \|i-j\|>1\rangle } или {\displaystyle \langle \sigma _{1},\sigma _{2},\dots ,\sigma _{n-1}\|\sigma _{i}^{2},(\sigma _{i}\sigma _{i+1})^{3},\sigma _{i}\sigma _{j}=\sigma _{j}\sigma _{i}\ {\text{if}}\ \|i-j\|>1\rangle } | σi — транспозиция, меняющая местами i-й элемент с i+1-м. |
| Группа кос Bn                       | {\displaystyle \langle \sigma _{1},\sigma _{2},\dots ,\sigma _{n-1}\|\sigma _{i}\sigma _{i+1}\sigma _{i}=\sigma _{i+1}\sigma _{i}\sigma _{i+1},\sigma _{i}\sigma _{j}=\sigma _{j}\sigma _{i}\ {\text{if}}\ \|i-j\|>1\rangle } | Единственное отличие от симметрической группы — исчезновение соотношений {\displaystyle \sigma _{i}^{2}=1}. |
| Знакопеременная группа An           | {\displaystyle \langle s_{3},...,s_{n}\|(s_{i})^{3}=1,(s_{i}s_{j})^{2}=1(3\leqslant i\neq j\leqslant n)\rangle } | {\displaystyle s_{i}\to (12i)} |
| Группа вращений тетраэдра, T ≅ A4   | {\displaystyle \langle s,t\mid s^{2},t^{3},(st)^{3}\rangle } | |
| Группа вращений октаэдра, O ≅ S4    | {\displaystyle \langle s,t\mid s^{2},t^{3},(st)^{4}\rangle } | |
| Группа вращений икосаэдра, I ≅ A5   | {\displaystyle \langle s,t\mid s^{2},t^{3},(st)^{5}\rangle } | |
| Группа Коксетера                    | {\displaystyle \langle r_{1},r_{2},\ldots ,r_{n}\mid (r_{i}r_{j})^{m_{ij}}=1\rangle } | rn — отражения в гранях многогранника, {\displaystyle m_{ii}=1} и {\displaystyle m_{ij}\geqslant 2} при {\displaystyle i\neq j}, {\displaystyle m_{ij}=\infty } — если грани не образуют двугранного угла в многограннике |
| Группа треугольника Δ(l,m,n)        | {\displaystyle \langle a,b,c\mid a^{2}=b^{2}=c^{2}=(ab)^{l}=(bc)^{n}=(ca)^{m}=1\rangle } | a, b, c — отражения |
| Z × Z                               | {\displaystyle \langle x,y\mid xy=yx\rangle } | |
| Z/mZ × Z/nZ                         | {\displaystyle \langle x,y\mid x^{m},y^{n},xy=yx\rangle } | |
| SL(2, Z)                            | {\displaystyle \langle a,b\mid aba=bab,(aba)^{4}\rangle } | |
| GL(2, Z)                            | {\displaystyle \langle a,b,j\mid aba=bab,(aba)^{4},j^{2},(ja)^{2},(jb)^{2}\rangle } | |
| Модулярная группа PSL(2, Z)         | {\displaystyle \langle a,b\mid a^{2},b^{3}\rangle } | PSL(2, Z) — свободное произведение Z/2Z и Z/3Z |
| Группа Титса F4(2)                  | {\displaystyle \langle a,b\mid a^{2}=b^{3}=(ab)^{13}=[a,b]^{5}=[a,bab]^{4}=(ababababab^{-1})^{6}=1\rangle } | [a, b] — коммутатор |